# The Girlicious Tour
The Girlicious Tour è stata la prima e unica tournée intrapresa tra il 2008 e il 2009 dal gruppo musicale statunitense femminile Girlicious, a sostegno del loro primo album di studio Girlicious (2008).

## Informazioni sul tour
Il tour portò il gruppo in giro per molte città del Canada in tre tappe differenti:
- La prima tappa iniziò il 15 ottobre 2008 a Fredericton e terminò il 7 novembre a Montréal[1]
- Le Girlicious ripresero il tour nel marzo del 2009 sempre in Canada partendo da Victoria e terminando a Sarnia[1]
- La terza tappa fu tra il luglio e l'agosto del 2009. La band si esibì in vari club[1] e con un membro in meno, in quanto Tiffanie Anderson nel giugno dello stesso anno aveva lasciato il gruppo[2].

Gli artisti che accompagnarono il gruppo nelle varie date del The Girlicious Tour furono: Danny Fernandes, che aprì diversi concerti, Rosette che aprì una delle date di Vancouver ed Elise Estrada che aprì uno dei concerti a Winnipeg.
Le Girlicious tennero due concerti lo stesso giorno a Yellowknife, Prince Albert e a Sarnia.

## Scaletta del tour
La seguente scaletta non porta le modifiche effettuate durante lo svolgimento del tour stesso.
1. Intro Mix
2. Baby Doll
3. I.O.U.1
4. Do About It
5. Save The World
6. My Boo
7. Still In Love
8. Stupid Shit
9. Liar Liar
10. Like Me

## Date del tour

### 1ª Tappa
| Data             | Città         | Stato  | Luogo di esibizione                              |
| ---------------- | ------------- | ------ | ------------------------------------------------ |
|                  |               |        |                                                  |
| Nord America     |               |        |                                                  |
| 15 ottobre 2008  | Fredericton   | Canada | Sub Ballroom                                     |
| 16 ottobre 2008  | Saint John    | Canada | Saint John High School - Dennis Knibb Auditorium |
| 17 ottobre 2008  | Charlottetown | Canada | Charlottetown Civic Center                       |
| 18 ottobre 2008  | Gatineau      | Canada | Loft 455                                         |
| 20 ottobre 2008  | Thunder Bay   | Canada | Rockhouse Nightclub                              |
| 21 ottobre 2008  | Winnipeg      | Canada | Pantages Playhouse Theatre                       |
| 22 ottobre 2008  | Brandon       | Canada | Brandon Keystone Centre                          |
| 23 ottobre 2008  | Calgary       | Canada | Cowboys Nightclub                                |
| 25 ottobre 2008  | Lloydminster  | Canada | The Kooler Night club                            |
| 27 ottobre 2008  | Saskatoon     | Canada | Credit Union Centre                              |
| 28 ottobre 2008  | Castlegar     | Canada | Element Nightclub                                |
| 30 ottobre 2008  | Vancouver     | Canada | Fabric Night Club                                |
| 1º novembre 2008 | Medicine Hat  | Canada | Doghouse                                         |
| 7 novembre 2008  | Montréal      | Canada | Seven Night Club                                 |

### 2ª Tappa
| Data          | Città          | Stato  | Luogo di esibizione               |
| ------------- | -------------- | ------ | --------------------------------- |
|               |                |        |                                   |
| Nord America  |                |        |                                   |
| 5 marzo 2009  | Victoria       | Canada | Victoria Memorial Arena           |
| 6 marzo 2009  | Duncan         | Canada | Cowichan Community Centre         |
| 7 marzo 2009  | Kelowna        | Canada | Prospera Place                    |
| 11 marzo 2009 | Grande Prairie | Canada | Canada Games Arena                |
| 12 marzo 2009 | Yellowknife    | Canada | Northern Arts and Cultural Centre |
| 13 marzo 2009 | Lloydminster   | Canada | The Kooler Night club             |
| 14 marzo 2009 | Cold Lake      | Canada | Grand Centre                      |
| 17 marzo 2009 | Prince Albert  | Canada | Art Hauser Centre                 |
| 18 marzo 2009 | Red Deer       | Canada | Red Deer Memorial Centre          |
| 19 marzo 2009 | Calgary        | Canada | Cowboys Nightclub                 |
| 20 marzo 2009 | Slave Lake     | Canada | The Sarrige Ball Room             |
| 21 marzo 2009 | Edmonton       | Canada | Edmonton Events Centre            |
| 29 marzo 2009 | Sarnia         | Canada | The Stubborn Mule                 |

### 3ª Tappa
| Data           | Città        | Stato  | Luogo di esibizione     |
| -------------- | ------------ | ------ | ----------------------- |
|                |              |        |                         |
| Nord America   |              |        |                         |
| 23 luglio 2009 | Oshawa       | Canada | The Big Sexy Night Club |
| 25 luglio 2009 | Halifax      | Canada | Z103.5's Summer Rush    |
| 26 luglio 2009 | Vancouver    | Canada | Gossip Nightclub        |
| 28 luglio 2009 | Winnipeg     | Canada | Blush Ultraclub         |
| 30 luglio 2009 | Wasaga Beach | Canada | The Dome                |
| 31 luglio 2009 | Grand Bend   | Canada | Grand Bend Motorplex    |
| 1º agosto 2009 | Montréal     | Canada | Tonic Club Lounge       |
| 2 agosto 2009  | Ottawa       | Canada | Mansion Night Club      |